# ジョゼフ・ラディ
ジョゼフ・アロイシャス・ラディ・シニア（英: Joseph Aloysius Ruddy, Sr.、1878年9月28日 - 1962年11月11日）は、アメリカ合衆国の競泳、水球選手。
1904年セントルイスオリンピックに出場し、4×50ヤード自由形リレーで金メダルを獲得、水球でもニューヨークアスレチッククラブの一員として出場し、金を獲得した。息子のレイ・ラディは競泳の合衆国代表として1928年アムステルダムオリンピックと1936年ベルリンオリンピックに出場、おいのスティーブン・ラディは1920年アントワープオリンピックに出場した。